# 빅토르 무뇨스
빅토르 무뇨스 만리케(스페인어: Víctor Muñoz Manrique, 1957년 3월 15일, 아라곤 지방 사라고사 ~)는 줄여서 빅토르(스페인어: Víctor)로 알려진 스페인의 전 축구 선수로, 현역 시절 미드필더로 활약했으며, 현재 감독일을 하고 있다.
다목적 미드필더로, 그는 강력한 신체적인 힘으로 경기 초반부터 상대를 방전시키곤 했다. 그는 현역 시절 대부분을 바르셀로나에서 보내며 8번의 주요 대회를 우승하였고, 라 리가 332번의 경기에 나서서 25골을 기록했으며, 사라고사 소속으로 여러 대회에 참가했었다.
1980년대의 스페인 국가대표 선수로, 빅토르는 1번의 FIFA 월드컵과 2번의 UEFA 유럽 축구 선수권 대회에 참가하였다.

## 클럽 경력
빅토르는 아라곤 지방 사라고사 출신이다. 고향 사라고사에서 첫 발을 뗀 빅토르는 현역 1년차에 소속 구단이 강등되었고, 이후 라 리가의 강호 바르셀로나가 그를 1981년에 영입하여 카탈루냐 연고 구단의 주축으로 7년 동안 활약하였다. 1983년 6월 4일, 그는 2-1로 이긴 레알 마드리드와의 코파 델 레이 결승전에서 바르셀로나의 선제골을 기록하였다.
빅토르는 스페인 선수로는 세리에 A에서 선구자였는데, 삼프도리아에서 2년을 보냈다. 잠깐 사라고사에 복귀해 현역 시절의 이름을 불리며 활약한 후 34세의 나이로 바르사 시절 동료인 스티브 아치벌드와 세인트 미렌에서 재회한 후 은퇴하였다.

## 국가대표팀 경력
무뇨스는 1980년대에 대체로 스페인 국가대표팀 주전을 맡았는데, 1981년 3월 25일에 2-1로 이긴 잉글랜드와의 친선경기에서 첫 출전 기회를 잡은 이래 59번의 출전 기회를 추가로 잡았고, 3골을 넣었다. 그는 1986년 FIFA 월드컵 외에도 UEFA 유로 1984와 UEFA 유로 1988에서 활약하였는데, 1984년 대회에서 개최국 프랑스를 상대한 결승전까지 올라가기도 했다. 그는 1988년 대회에서 조별 리그에서 일찍 탈락한 후 국가대표팀 은퇴를 선언하였다.

### 국가대표팀 득점 기록
| # | 날짜             | 경기장                          | 상대       | 점수 | 결과 | 대회                  |
| - | ---------------- | ------------------------------- | ---------- | ---- | ---- | --------------------- |
| 1 | 1982년 2월 24일  | 스페인 발렌시아 루이스 카사노바 | 스코틀랜드 | 1–0  | 3–0  | 친선경기              |
| 2 | 1982년 11월 17일 | 아일랜드 더블린 랜스던 로드     | 아일랜드   | 3–1  | 3–3  | UEFA 유로 1984 예선전 |
| 3 | 1986년 9월 24일  | 스페인 히혼 엘 몰리논           | 그리스     | 3–0  | 3–1  | 친선경기              |

## 감독 경력
1990년대 중반부터, 무뇨스는 감독으로 전향하여 마요르카, 로그로녜스, 례이다, 비야레알, 그리고 사라고사를 성공적으로 지도했고, 사라고사에서는 2004년에 코파 델 레이 우승을 거두기도 했다. 2006년 10월 8일, 빅토르는 그리스의 파나티나이코스와 2년 계약했는데, 그는 초록 군단을 근 10년 기간에 지휘한 18번째 감독이었다. 그러나, 그는 2007년 6월에 레크레아티보 지휘봉을 잡으로 스페인에 복귀하게 되었고, 안달루시아 연고 구단을 지휘하다 이듬해 2월에 경질되었다.
2008년 6월 18일, 무뇨스는 2008-09 시즌을 앞두고 헤타페의 감독이 되었다. 그러나, 빅토르는 다음해 4월에 성적 부진으로 경질되었고, 후임으로 전 레알 마드리드 선수였던 미첼이 내정되었다.
2010년 12월 말, 1년 반 축구계 밖에서 은둔하던 무뇨스는 러시아 프리미어리그의 테레크 그로즈니 감독이 되었다. 그는 1달도 안되어 사표를 내고 후임 감독은 뤼트 휠리트가 맡았다.
무뇨스는 2011년 9월 초에 현장에 복귀하였는데, 호아킨 카파로스를 대신해 스위스 뇌샤텔 샤막스의 2011-12 시즌 3번째 감독이 되었다. 그는 스위스에서 계속 활동을 이어나갔는데, 2012년 12월부터 시옹의 지휘봉을 이듬해 2월까지 잠깐 잡았다.

## 감독 통계
2014년 11월 22일 기준
| 마요르카        | 스페인    | 1996–97   | 54  | 32  | 14  | 8   | 59.26 |
| 로그로녜스      | 스페인    | 1997–98   | 21  | 2   | 8   | 11  | 9.52  |
| 례이다          | 스페인    | 1999–00   | 63  | 24  | 16  | 23  | 38.10 |
| 비야레알        | 스페인    | 2000–02   | 94  | 33  | 25  | 36  | 35.11 |
| 사라고사        | 스페인    | 2004–06   | 121 | 44  | 37  | 40  | 36.36 |
| 파나티나이코스  | 그리스    | 2006–07   | 31  | 14  | 7   | 10  | 45.16 |
| 레크레아티보    | 스페인    | 2007–08   | 26  | 7   | 8   | 11  | 26.92 |
| 헤타페          | 스페인    | 2008–09   | 35  | 8   | 11  | 16  | 22.86 |
| 테레크 그로즈니 | 러시아    | 2010–11   | 0   | 0   | 0   | 0   | —     |
| 뇌샤텔 샤막스   | 스위스    | 2011–12   | 13  | 7   | 2   | 4   | 53.85 |
| 시옹            | 스위스    | 2012–13   | 4   | 2   | 0   | 2   | 50.00 |
| 사라고사        | 스페인    | 2014      | 27  | 8   | 10  | 9   | 29.63 |
| 경력 합계       | 경력 합계 | 경력 합계 | 489 | 181 | 138 | 170 | 37.01 |

## 수상

### 선수
바르셀로나
- 라 리가: 1984–85
- 코파 델 레이: 1982–83, 1987–88
- 수페르코파 데 에스파냐: 1983
- 코파 데 라 리가: 1983, 1986
- UEFA 컵위너스컵: 1981–82

삼프도리아
- 코파 이탈리아: 1988–89
- UEFA 컵위너스컵: 1989–90

### 감독
사라고사
- 코파 델 레이: 2003–04
- 수페르코파 데 에스파냐: 2004